# Sans Pareil

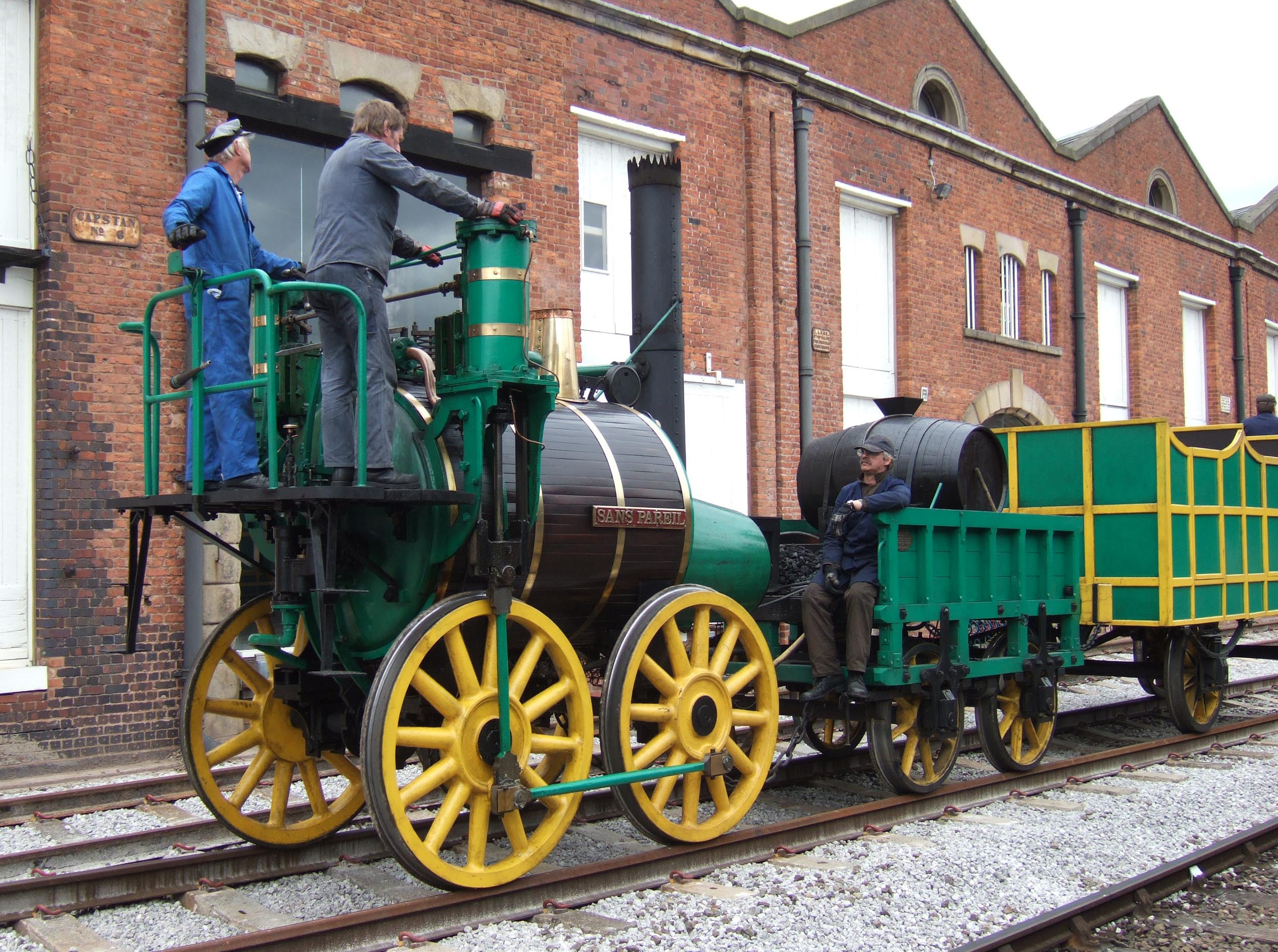
Replica van de Sans Pareil in het Museum of Science and Industry in Manchester

De Sans Pareil is een stoomlocomotief, die werd gebouwd door Timothy Hackworth. De Sans Pareil nam in 1829 deel aan Rainhill Trials op de Liverpool and Manchester Railway. Deze trials werden gehouden om een bouwer van de benodigde stoomlocomotieven te selecteren. De naam van de locomotief komt uit het Frans en betekent vrij vertaald, 'Zonder vergelijking'.

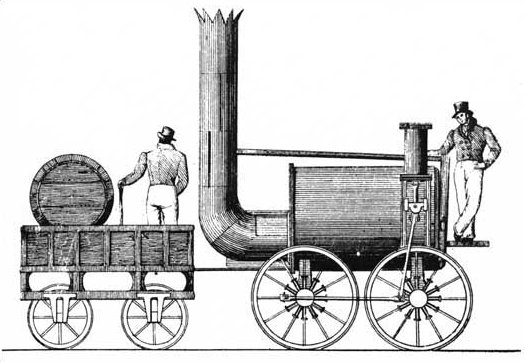
Tekening van de 'Sans Pareil'-stoomlocomotief